# Paardenbloemspanner
De paardenbloemspanner (Idaea seriata) is een nachtvlinder uit de familie Geometridae (spanners). De spanwijdte bedraagt tussen de 19 en 21 millimeter.
De rups voedt zich met droge bladresten. Er zijn elk jaar twee generaties die vliegen tussen mei en september. De vlinder komt algemeen voor boven zandgrond in Nederland en België.